# New York City Fire Department

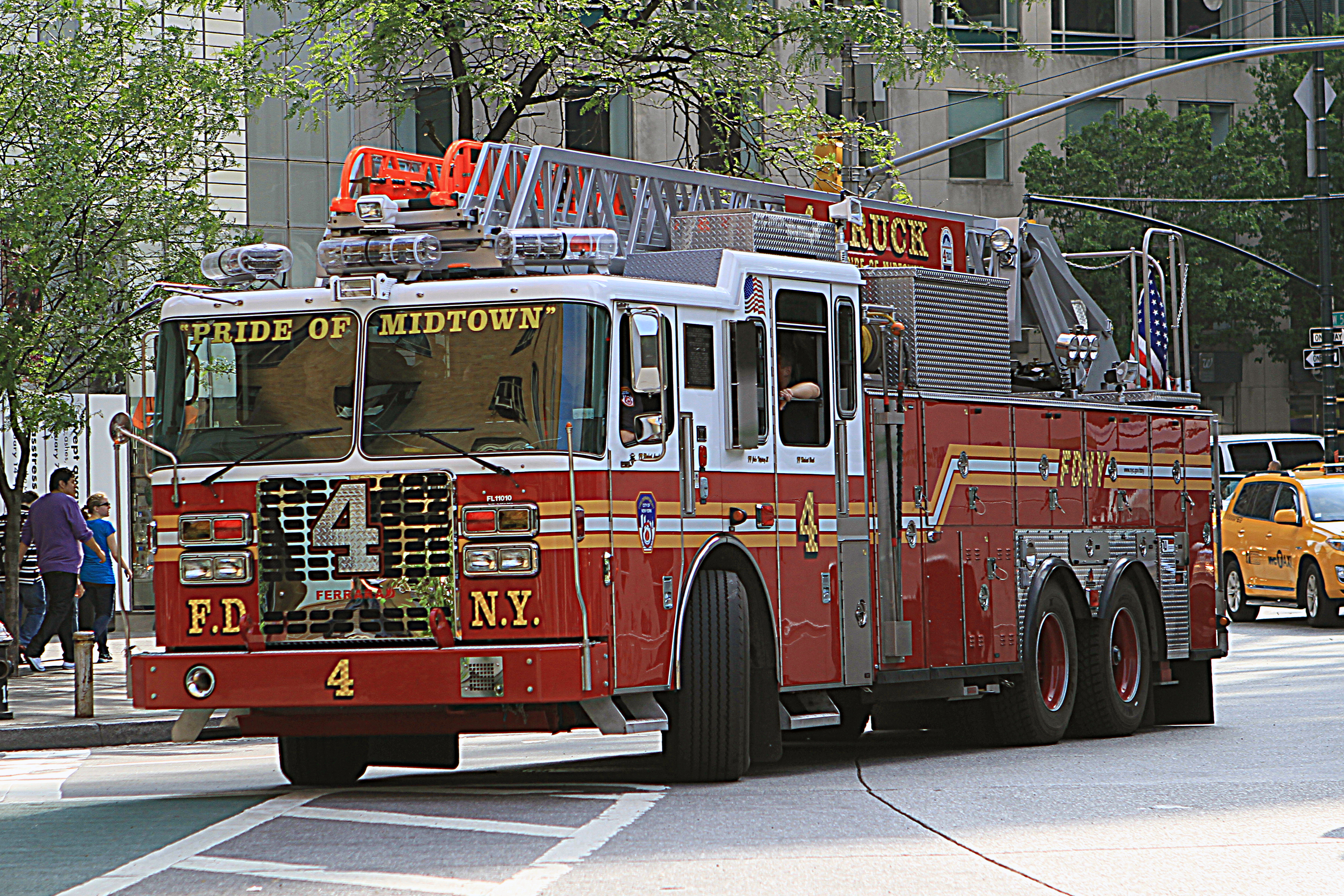
En typisk brandbil på Manhattan.

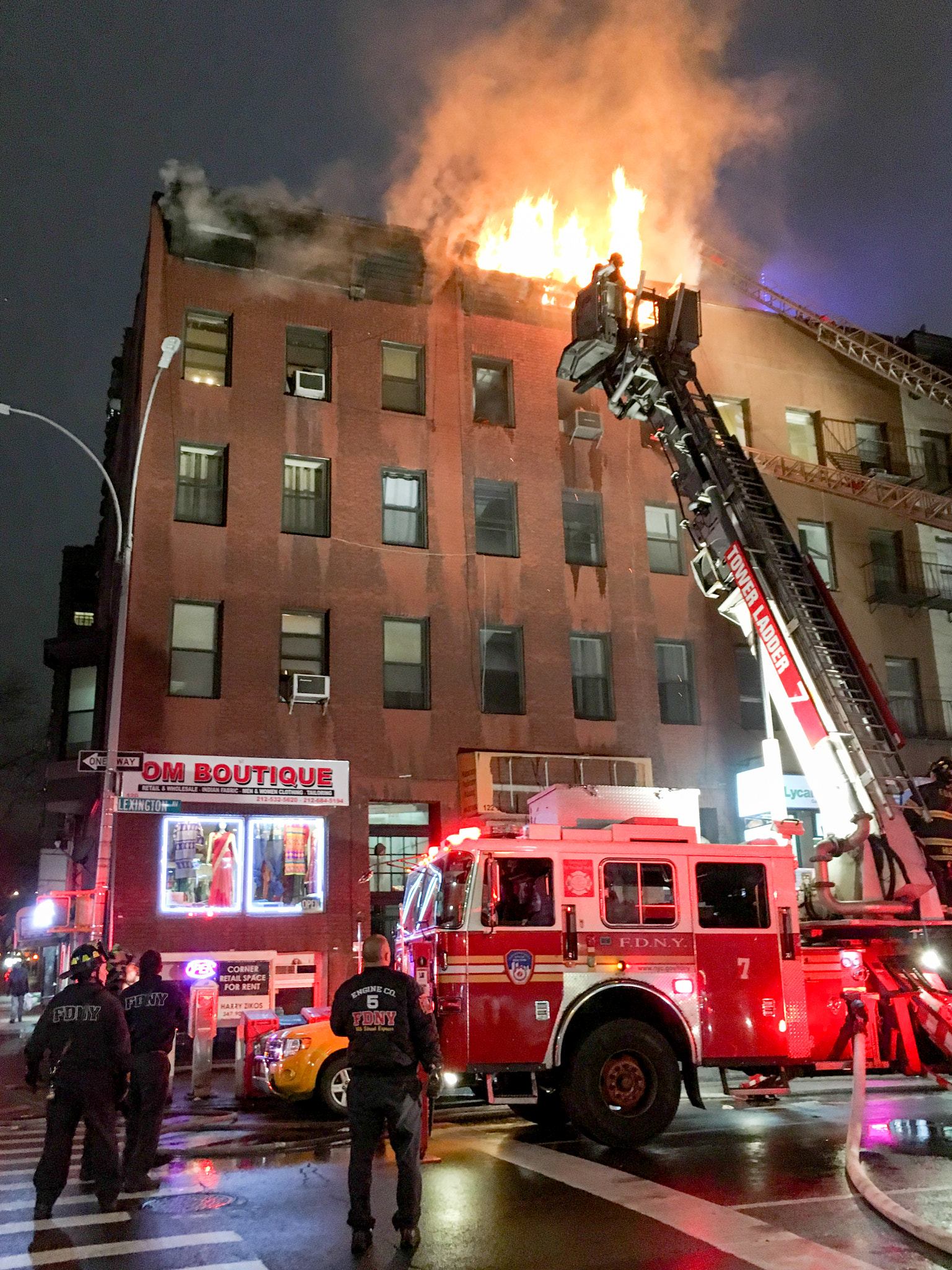
Släckning av brand på Lexington Avenue under 2016.

New York City Fire Department eller Fire Department of New York (FDNY) är den lokala räddningstjänsten i New York i delstaten New York i USA som grundades år 1865. 

## Organisation
Brandchefen (engelska: New York City Fire Commissioner) utses av New Yorks borgmästare. 
FDNY har 11 000 brandmän, 4 200 ambulanssjukvårdare och 2 000 civilanställda. Det finns 255 räddningstjänststationer, av vilka 37 är ambulansstationer.

### Gradbeteckningar
| Tjänstebenämning | Gradbeteckning |
| --- | -------------- |
| Chief of Department Chef för räddningstjänsten |                |
| Chief of Fire Operations / Chief of EMS Operations / Chief of Training / Chief of Fire Prevention Brandchef/Ambulanschef/Utbildningschef/Brandskyddschef |                |
| Assistant Chief / EMS Assistant Chief Förste vice brandchef/Förste vice ambulanschef                                                                     |                |
| Deputy Assistant Chief/ EMS Deputy Assistant Chief Vice brandchef/Vice ambulanschef                                                                      |                |
| Division Chief (Division Commander) / EMS Division Chief/Senior Chaplain Avdelningschef/Pastor                                                           |                |
| Deputy Chief / EMS Deputy Chief/Department Chaplain Biträdande avdelningschef/Pastor                                                                     |                |
| Battalion Chief (Battalion Commander) Brandingenjör (enhetschef)                                                                                         |                |
| Battalion Chief Brandingenjör |                |
| Captain / EMS Captain Brandmästare/Ambulansmästare |                |
| Lieutenant / EMS Lieutenant Brandförman/Ambulansförman                                                                                                   |                |
| Firefighter / EMT / Paramedic Brandman/Ambulansförare/Ambulanssjukvårdare                                                                                |                |
| Probationary Firefighter / Provisional EMT / Provisional Paramedic Aspiranter                                                                            |                |